# Вострово (Алтайский край)
Вострово — село в Волчихинском районе Алтайского края. Административный центр Востровского сельсовета.

## История
Основано в 1806 году. В 1928 г. село Вострово состояло из 1223 хозяйств, основное население — русские. Центр Востровского сельсовета Волчихинского района Славгородского округа Сибирского края.

## Население
| 1997  | 1998  | 1999  | 2000  | 2001  | 2002  | 2003  |
| ----- | ----- | ----- | ----- | ----- | ----- | ----- |
| 1290  | ↗1317 | ↗1327 | ↗1359 | ↗1378 | ↘1360 | ↗1372 |
| 2004  | 2005  | 2006  | 2007  | 2008  | 2009  | 2010  |
| ↗1396 | ↗1401 | ↘1325 | ↗1371 | ↘1331 | ↘1303 | ↘1301 |
| 2011  | 2012  | 2013  |       |       |       |       |
| ↘1295 | ↘1272 | ↘1252 |       |       |       |       |